# Системне упередження
Системне упередження, системні відхилення (англ. systemic bias, institutional bias) — властива процесу тенденція підтримувати одну зі сторін, віддавати переваги окремим результатам. Термін є неологізмом і належить до соціальних (людських) систем, схоже явище в технічних системах називається систематичною похибкою. На відміну від випадкових помилок, у разі системної упередженості необ'єктивність допускається на користь однієї зі сторін. Класичними прикладами системної упередженості є дискримінації: сексизм, расизм, гомофобія, ейблізм, ейджизм та інші утиски вразливих груп на рівнях від увнутрішненого до інституційного. Системні упередженості породжують нерівності і порушення прав людини, тож з ними борються: наприклад, квотуванням для вразливих груп (як частиною позитивних дій), національними гендерними політиками (гендерний мейнстримінг).

## Приклади
Наприклад, можна припустити, що при організації поетичного конкурсу найкращими кандидатами в журі будуть переможці цього конкурсу минулих років. Але в такому разі члени журі можуть свідомо чи несвідомо керуватися не тільки своєю оцінкою поетичної майстерності конкурсантів(-ок), а й приналежністю до їх кола, такими критеріями, як чи поділяють конкурсант(к)и з ними спільні цінності, чи мають схожі погляди на поезію чи загальнополітичні питання, члени журі можуть брати до уваги релігію, колір шкіри, місце народження учасників(-ць), що в підсумку може призвести до упередженості у виборі переможця (переможниці) поетичного конкурсу.

## Протидія
У деяких країнах діють програми, спрямовані на подолання системної упередженості — так, у США діє програма «Affirmative action» («Позитивна дія»), відповідно до якої традиційно дискриміновані (наприклад за расою, статтю) групи отримують переваги при прийомі на роботу. В Індії діють програми «Scheduled castes» і «Scheduled tribes», що встановлюють квоти представників(-ць) різних каст і племен в органах державної влади.
Боротьба з сексизмом як системною упередженістю передбачає гендерні квоти для жінок у владні структури та на ринку праці, розширення батьківських обов'язків для чоловіків (декрети), подолання гендерних стереотипів (наприклад, розробка гендерно-чутливих стандартів медіа), феміністичні мовні реформи.